# Комітет з питань політики та безпеки
Комітет з питань політики та безпеки (англ. Political and Security Committee) — «пусковий механізм» європейської безпекової та оборонної політики, а також спільної зовнішньої й безпекової (СЗБП) політики; підпорядкований Раді міністрів.
Рішення про його створення ухвалила Ніццька Європейська Рада в грудні 2000 року, поклавши на Комітет стратегічне керівництво та політичний контроль за операціями з подолання кризових ситуацій. Крім того, Комітет стежить за розвитком міжнародних подій у царині СЗБП, допомагає визначати напрямки цієї політики та наглядає за її втіленням.
До складу Комітету входять по одному представникові від кожної держави-члена. Йому допомагають Військово-політична група (англ. Politico-Military Group), Комітет з цивільних аспектів врегулювання кризових ситуацій (англ. Committee for Civilian Aspects of Crisis Management), Військовий комітет (англ. Military Committee) та Військовий штаб(англ. Military Staff).